# Rörtjärnarna (Ådals-Lidens socken, Ångermanland, 704825-155785)
Rörtjärnarna är en sjö i Sollefteå kommun i Ångermanland och ingår i Ångermanälvens huvudavrinningsområde.